# Pâtes de Campanie
Les pâtes de Campanie sont un aliment italien de diffusion nationale fait à base de farine de semoule de blé dur et d'eau. Les pâtes de Campanie sont produites selon les traditions développées en Campanie au cours des siècles. La Campanie, avec la Sicile et la ville de Gênes est à l'origine de l'introduction et de la diffusion des pâtes en Italie et en Europe, au point de donner à ses habitants le surnom de mangiamaccheroni (en français mange-macaroni).
En Campanie, les principales zones productrices de pâtes sèches et fraîches sont Naples, Salerne et leurs provinces.
Des pâtes fraîches sont produites en faibles quantités dans les zones d'Irpinia avellinese et de Cilento salernitano.
Les pâtes provenant de Gragnano, surnommée la « ville des pâtes »,, sont reconnues par une indication géographique protégée (IGP) et représentent environ 14 % des exportations du secteur.

## Histoire

### Les origines en Italie et en Campanie
Les premières traces de pâtes en Campanie remontent à la fin du XIe siècle à Amalfi grâce à un commerce intense avec le monde arabe. En quelques années, la production de pâtes se développe sur le littoral, en particulier dans la zone de Minori, l'un des principaux centres de production de pâtes du royaume des Deux-Siciles, grâce à de nombreux moulins alimentés en eau par la rivière locale.

### Diffusion

Via dei Mercanti (Salerne), la principale rue commerçante à Salerne depuis le Moyen Âge, où se trouvaient plusieurs magasins historiques pour la production artisanale de pâtes.

Au XIe siècle, les pâtes commencent à se diffuser à Naples, puis, entre 1400 et 1570, à Salerne. À cette époque Salerne connaît un essor commercial et culturel grâce aux Colonna, Orsini et enfin Sanseverino. La ville voit la création de petits ateliers de production artisanale dans la Via Mercanti, la Via delle Botteghelle et le quartier Fornelle. Cependant, la chute de Ferrante Sanseverino en 1578 a des répercussions économiques négatives sur la ville. Les petites boutiques créées entre 1578 et 1690, sont touchées par la crise de la ville et ferment progressivement.
Pendant ce temps la production de pâtes se développe aussi à Naples. À la même période, les ateliers artisanaux qui se créent à Gragnano absorbent progressivement tous ceux des environs[réf. à confirmer]. Au cours de ces années, un nouveau type de production est né à Gragnano, celui des pâtes sèches à base de gruau de blé dur moulu régional. Les pâtes sèches peuvent être conservées plus longtemps et sont accessibles aux populations pauvres. Les terres de Gragnano sont propices à la production grâce à leur microclimat caractéristique en vent, soleil et humidité. Au XVIIe siècle, Naples est frappé par la famine. Ce fait favorise la propagation de la pâte sèche.

### Le boom duXIXesiècle

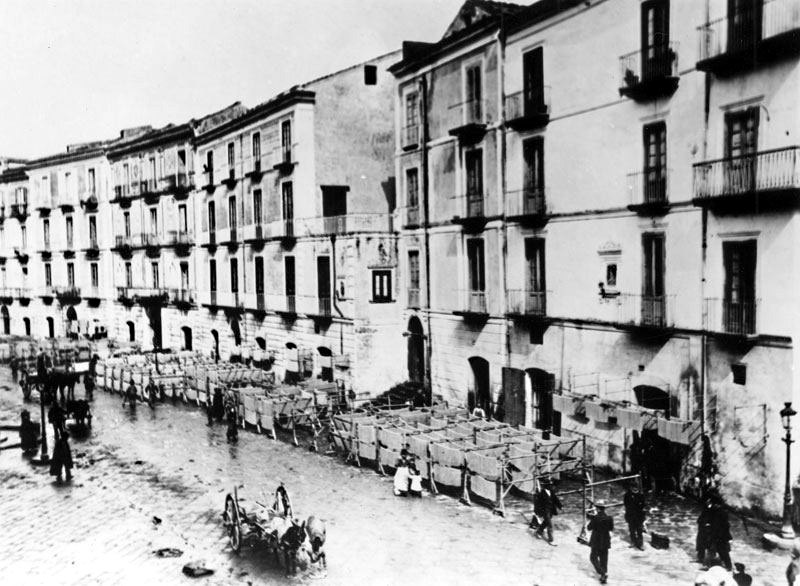
La via Roma et ses étendoirs dans les années 1900, à Gragnano.

Dans la première moitié du XIXe siècle, la production de pâtes augmente considérablement et se diffuse dans les villes de Naples, Portici, Torre del Greco, Torre Annunziata, Gragnano, Salerne et une partie de la côte amalfitaine, le climat de la zone côtière favorisant le séchage naturel.
À Naples, les pâtes sont tellement chères, que le roi Humbert Ier, pour en faciliter le commerce, donna l'ordre de construire un chemin de fer reliant directement Gragnano à Naples. En 1833  Ferdinand II de Bourbon  inaugure la première usine de pâtes industrielles napolitaine et en 1845 il accorde aux fabricants de pâtes de Gragnano le privilège de fournir la cour napolitaine en pâtes longues.
À la même période, Léopold de Bourbon-Siciles encourage à Salerne, où il n'y a encore que de petites boutiques de production artisanale, la création des premières usines de pâtes.

## Fabrication des pâtes

### Usines de pâtes historiques

#### Naples
En 1800, à Naples et dans sa province, on compte des centaines d'usines de pâtes, dont certaines perdurent. Les plus anciennes se situent à Gragnano, Torre Annunziata et Portici.
Voiello est le plus important fabricant de pâtes napolitaines. La société a été fondée à Torre Annunziata en 1879. Le Pastificio Lucio Garofalo a été fondé officiellement à Gragnano en 1920, bien que son nom apparaissait déjà en 1789 avec création de la licence Gragnano pour la production de pâtes de haute qualité[source détournée].
Voiello était de 1991 à 1994 le sponsor officiel du Napoli Calcio alors que Le Pastificio Lucio Garofalo en est le deuxième sponsor depuis 2014.
Dans la ville de Naples et dans sa province, il y avait plus de 50 moulins à eau, dont 30 dans la région de Gragnano. Les ruines de certains d'entre eux sont encore visibles dans la vallée des Moulins de Gragnano.

#### Salerne
Les plus importantes et les plus anciennes fabriques de pâtes alimentaires de la province de Salerne, qui ne sont plus actives, sont le  pastificio Rinaldo (1800-1867) qui devient Amato&pasta Rinaldo  (1868-1957), le pastificio Scaramella (1889-1955), pastificio fratelli Natella et le pastificio Dini. Le pastificio Rinaldo & Amato était situé dans un bâtiment Corso Garibaldi et dans le quartier  Calcedogna. Le site pastificio Scaramella qui était situé Corso Vittorio Emanuele et aussi entre la place, la voie ferrée et le rivage, possédait une long ponton permettant le chargement direct des pâtes et de la farine sur les navires en partance pour l'Amérique.
Dans la ville de Salerne, il y avait quatre moulins à cylindre, chacun appartenant aux sociétés susmentionnées. Les trois premières sociétés avaient une production journalière d'environ 1 000 tonnes pour le blé mou et dur, alors que le pastificio Dini n'en produisait que 250. Les moulins de Giovi et à Angellara, se limitaient à travailler uniquement pendant l'hiver. En dehors de la ville de Salerne, il y avait d'autres petits moulins dans les municipalités de Minori, Amalfi, Vietri, Pontecagnano, San Cipriano Picentino et dans de nombreux villages du Cilento.
La plus grande usine de pâtes à Salerne est le pastificio Antonio Amato, créé en 1958 par Rinaldo & Pasta Amato. L'usine de pâtes Antonio Amato était de 1981 à 1992, le sponsor officiel de la Salernitana. Depuis 1999, jusqu'à sa faillite, il était également sponsor et fournisseur officiel de l'équipe d'Italie de football championne du monde en 2006. Depuis 2009, il est aussi le sponsor officiel de l'équipe nationale suisse de ski.

#### Reste de la Campanie
Bénévent possède une usine historique le  Pastificio Rummo fondé en 1846 et propriétaire du premier moulin à moudre le blé.
Dans le reste de la région, il n'y a pas d'autre grande usine de pâtes de production industrielle qui puisse se targuer d'une histoire et d'une diffusion nationale. Cependant, l'Irpinia avellinese, ainsi que la zone du Cilento, en dépit de l'absence d'usines de pâtes, sont connues depuis longtemps pour différentes productions locales de pâtes fraîches artisanales dans des centaines de petits ateliers dispersés.
Caserte a toujours eu de petites boutiques pour la production de pâtes. Au cours des trente dernières années, les activités de fabrication de pâtes de cette ville se développent fortement avec la création de plusieurs petites et moyennes usines. Depuis 1973, à Marcianise se trouve l'usine de pâtes Voiello, reprise par Barilla.

### Particularité technique
La rugosité de la surface de la pâte est importante. Une couche extérieure rugueuse retient la sauce, rendant ainsi le contact avec le palais plus agréable. La rugosité change en fonction des techniques ou outils de production utilisés.

## Statistiques sur les usines de pâtes régionales
La Campanie, avec l'Emilie Romagne et la Lombardie, compte parmi les trois premières régions d'Italie en nombre d'usines de pâtes. Dans les villes et les provinces de Campanie, le nombre total de fabriques de pâtes industrielles et artisanales est le suivant:
| Villes et provinces    | Total des usines et fabriques | Usines de pâtes industrielles | Fabriques de pâtes artisanales |
| ---------------------- | ----------------------------- | ----------------------------- | ------------------------------ |
| Naples et province,    | 166                           | 84                            | 76                             |
| Salerne et province *, | 149                           | 82                            | 63                             |
| Avellino et province,  | 83                            | 39                            | 49                             |
| Caserte et province,   | 78                            | 35                            | 44                             |
| Bénévent et province,  | 41                            | 25                            | 19                             |

(*) La province de Salerne comprend la région du Cilento avec vingt et une usines de pâtes dont quatorze artisanales et huit industrielles,,.

## Variétés de pâtes de Campanie
En Campanie, les pâtes de semoule de blé dur sont courantes. La farine de blé classique est utilisée pour les « pâtes faites maison ». Les pâtes de Campanie sont disponibles en différents formats : long ou court, traditionnel ou originales.

### Pâtes longues

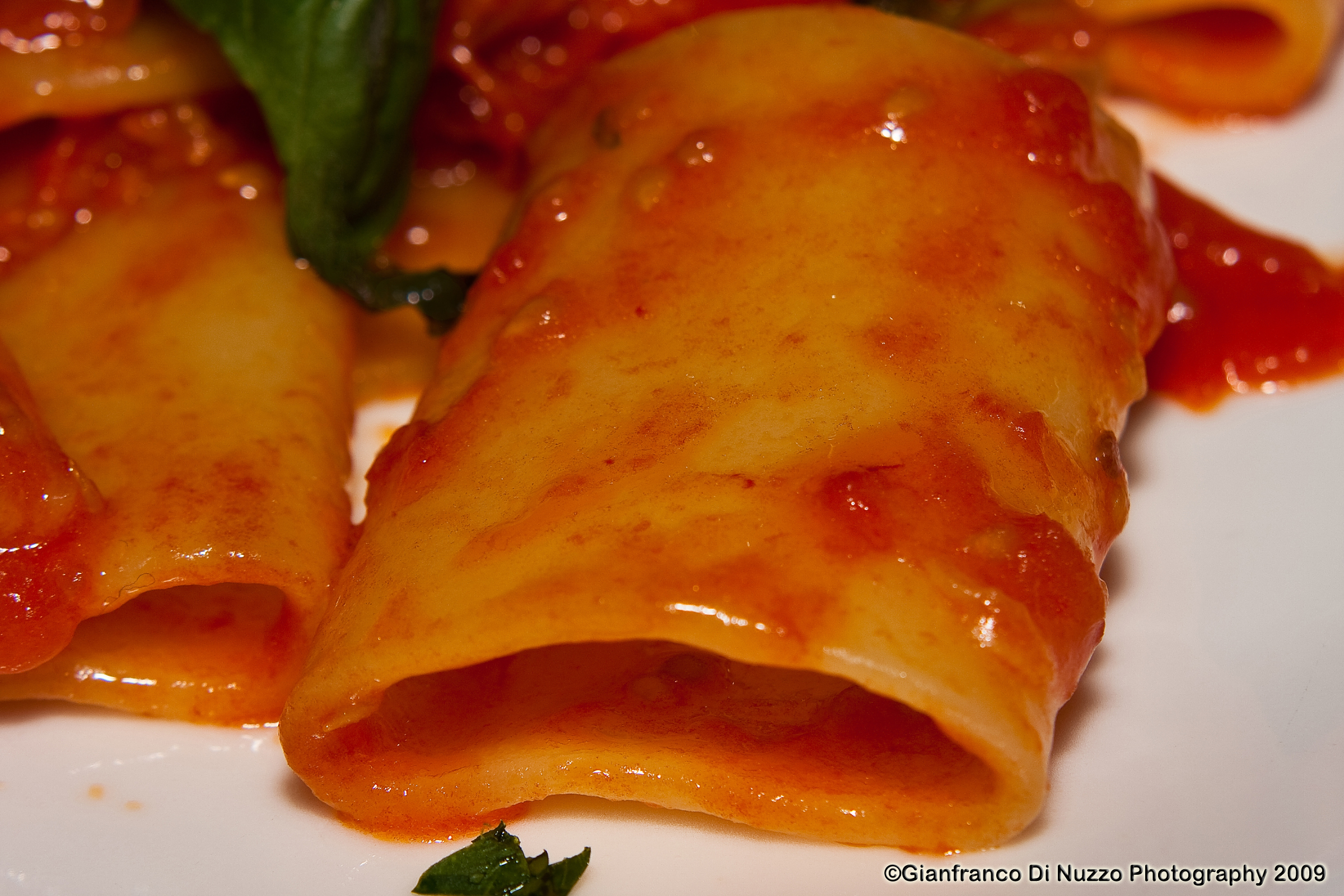
Paccheri, un produit typique de la région de Campanie Pasta (Italie: Napoli e Salerno)

- Spaghetti alla chitarra
- Vermicelles
- Fusilli
- Linguine
- Ziti longue
- Bucatini
- Mafaldine
- Long mélangé
- Ferrazzuoli
- Bougies long

### Pâtes courtes
- Scialatielli
- Paccheri
- Demi penne striée
- Demi rigatoni
- Penne zite
- Calamari
- Sedani
- Millerighe (ou demi-millerighe)
- Fusilloni
- Borbardoni signifie
- Tortiglioni
- hélicoïdale
- Casarecce
- Yeux de loup
- Pennoni
- Canneroni
- Maccheroncelli
- Pennette
- Tubetti rayé
- Gnocchi napolitain
- Taccozzette
- Vesuvio
- Couronnes en bronze

### Pâtes au four
- Cannelloni
- Caccavelle
- Lumaconi
- Conchiglioni
- Fettuccine

### Pâtes laminées
- Farfalle

### Pâtes rugueuses
- pâtes faites à la main
- pâtes tréfilées
- pâtes laminées
- pâtes au four
- nid de pâtes